# Tańczący trumniarz
Tańczący trumniarz (ang. The Coffin Dancer) – powieść Jeffery’ego Deavera, drugi część serii, w której pojawia się Lincoln Rhyme i Amelia Sachs. Wydana w Polsce w 2001 roku.

## Fabuła
Detektyw Rhyme, wspólnie ze swoją partnerką Amelią, ściga seryjnego mordercę, który nazywa się Tańczącym Trumniarzem. Przestępca zawsze atakuje niespodziewanie, zawsze w inny sposób i zawsze znika bez śladu. Jedyną wskazówką, która może pomóc w schwytaniu go, może być tatuaż, który zauważyła jedna z ofiar. Tatuaż ten przedstawia śmierć, tańczącą z kobietą przed otwartą trumną.